# الیور هوسینگ
الیور هوسینگ (انگلیسی: Oliver Hüsing؛ زادهٔ ۱۷ فوریهٔ ۱۹۹۳) بازیکن فوتبال اهل آلمان است.
از باشگاه‌هایی که در آن بازی کرده‌است می‌توان به باشگاه فوتبال هانزا روستوک، باشگاه فوتبال فرنتس‌واروش، باشگاه ورزشی وردر برمن، و باشگاه فوتبال هایدنهایم اشاره کرد.